# Oscar Torp
Oscar Fredrik Torp (1893-1958) foi um político norueguês do Partido Trabalhista Norueguês (Det Norske Arbeiderparti). Foi prefeito de Oslo entre 1934 e 1935, líder de seu partido entre 1923 e 1945 e primeiro ministro da Noruega entre 1951 e 1958.

## Carreira
Ele foi líder do partido de 1923 a 1945 e prefeito de Osloem 1935 e 1936. Em 1935 ele se tornou Ministro da Defesa no governo de Johan Nygaardsvold. Ele também foi Ministro dos Assuntos Sociais de 1936 a 1939 e, em seguida, Ministro das Finanças de 1939 a 1942. Ele foi nomeado Ministro da Defesa novamente em 1942 no governo de exílio norueguês sediado em Londres. Ele continuou até a eleição em 1945, quando se tornou Ministro do Abastecimento e Reconstrução até 1948.
Vindo de Skjeberg, ele foi eleito pela primeira vez para o Parlamento da Noruega representando Oslo em 1936, mas não tomou assento no Parlamento até 1948. Ele então se tornou o líder da facção do Partido Trabalhista no Parlamento. Ele se tornou primeiro-ministro da Noruega em 1951, quando Einar Gerhardsen deixou seu cargo; o movimento foi revertido em 1955, quando Torp se tornou presidente do Storting. Ele manteve esta posição até sua morte.